# Crocell
Crocell es, según la demonología, una poderosa gran duquesa del infierno, perteneciente a la orden de las potestades o poderes. Gobierna 48 legiones de espíritus.
En el Ars Goetia no se define cual es su forma, pero indica que cuando se lo invoca produce un gran ruido similar al bramido de aguas corriendo aunque no haya ninguna cerca. También puede crear masas de agua y revelar la ubicación de baños naturales, por lo que está asociada intrínsecamente con dicho elemento. 
Según la organización de la Joy of Satán, es representada como un angel femenino con vestido azul y alas azules con el cabello rubio rizado que parece flotar y sus ojos son de un azul intenso y penetrante
Enseña geometría y otras ciencias liberales.
Otros nombres: Procel, Crokel o Pucel.